# رنگین‌بانو
رنگین‌بانو، بانوی رنگ‌آمیزی‌شده یا بانوی رنگی (نام علمی: Vanessa cardui) نوعی پروانه رنگارنگ است که یک گونه از زیرخانواده فرچه‌پایان نیمفالینا به‌شمار می‌رود.
ونزا کاردویی یکی از گسترده‌ترین پروانه‌ها است که در تمام قاره‌ها به جز جنوبگان و آمریکای جنوبی یافت می‌شود.

## نگارخانه

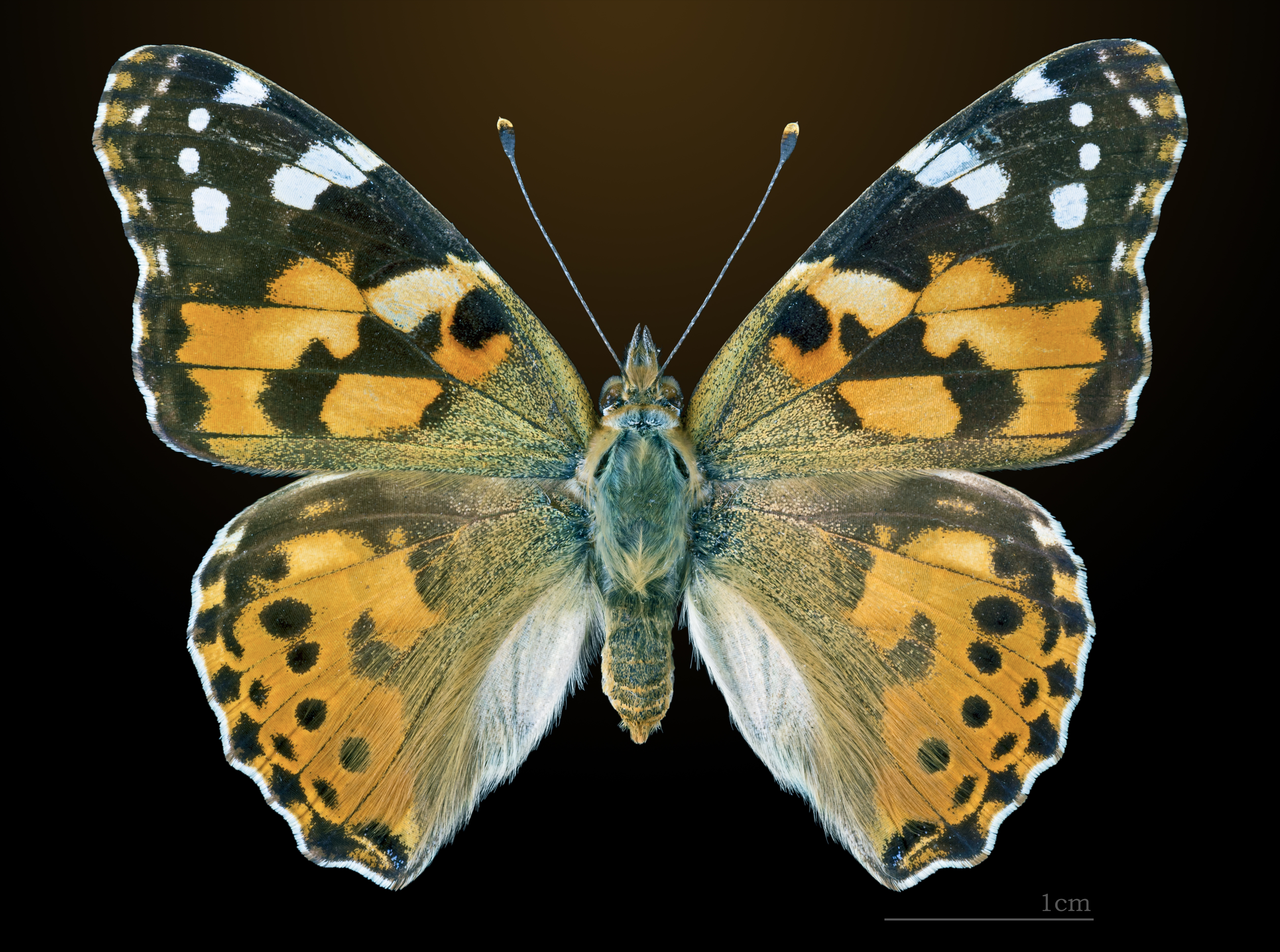
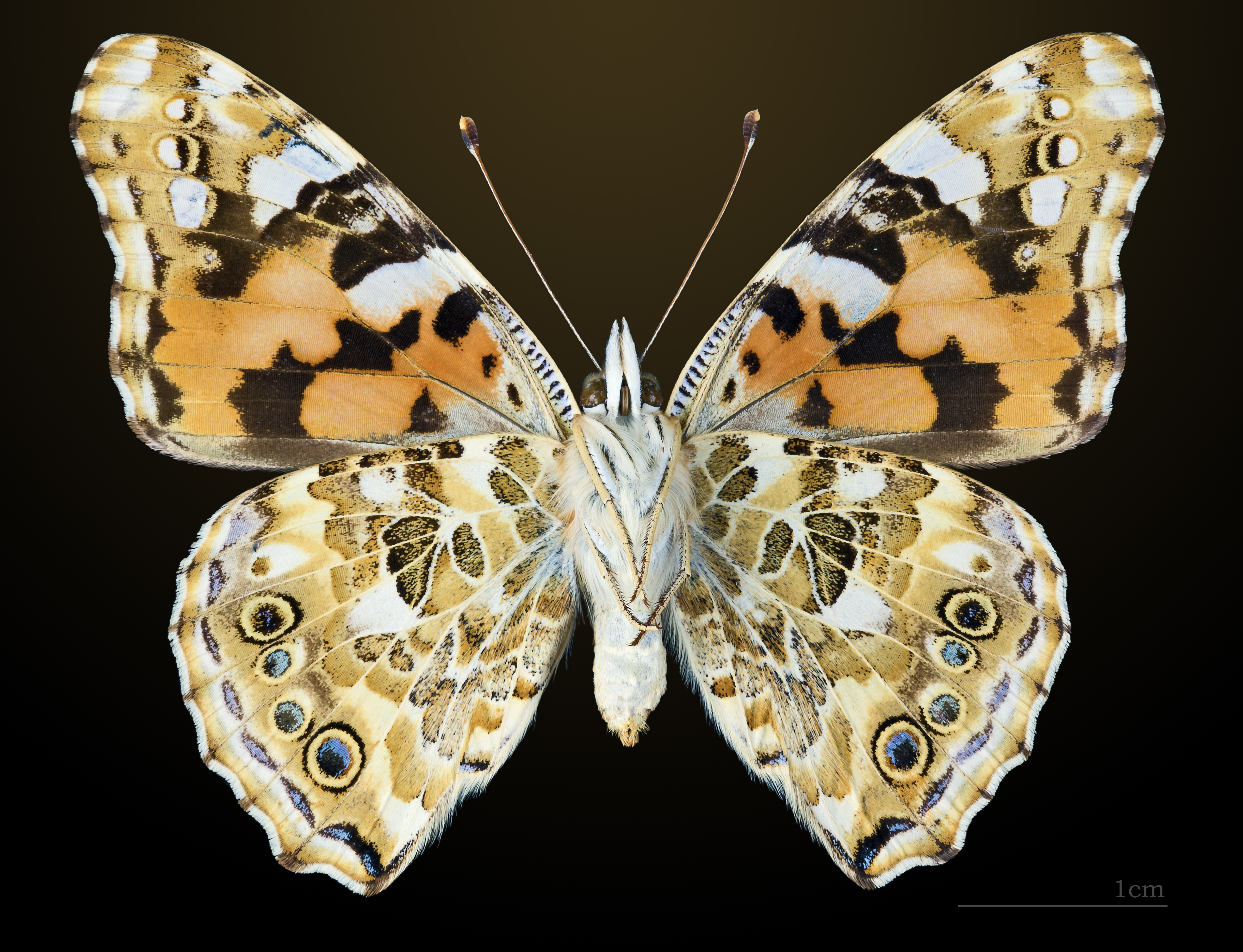
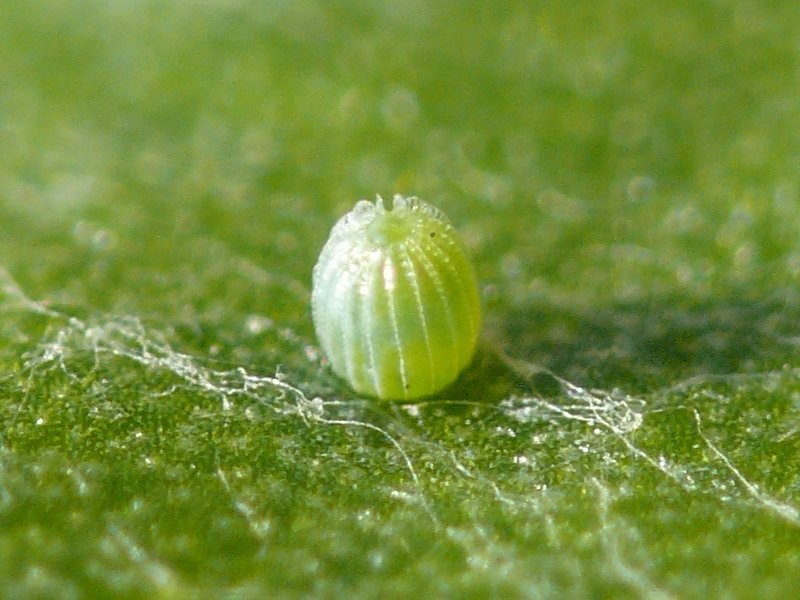
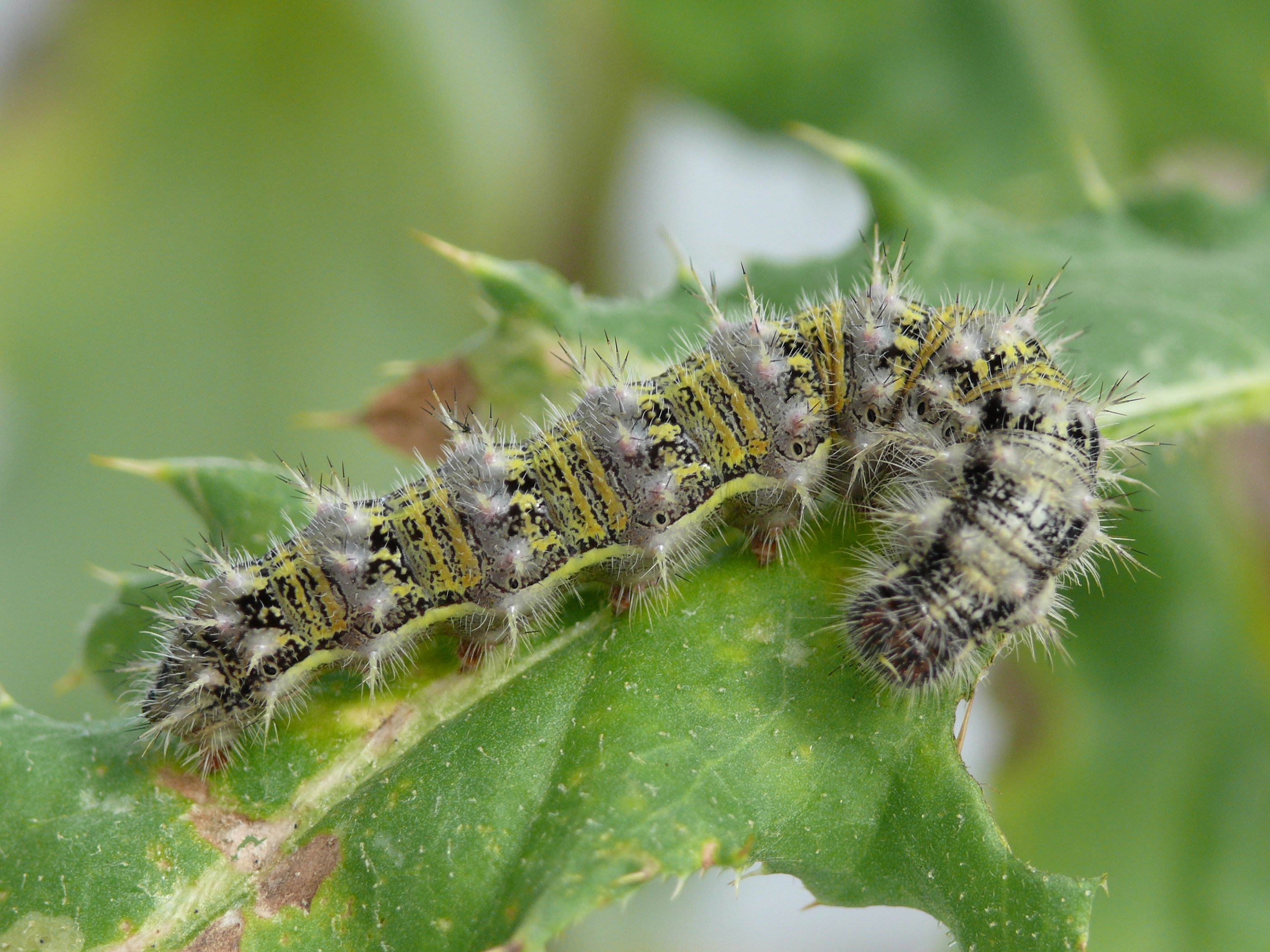
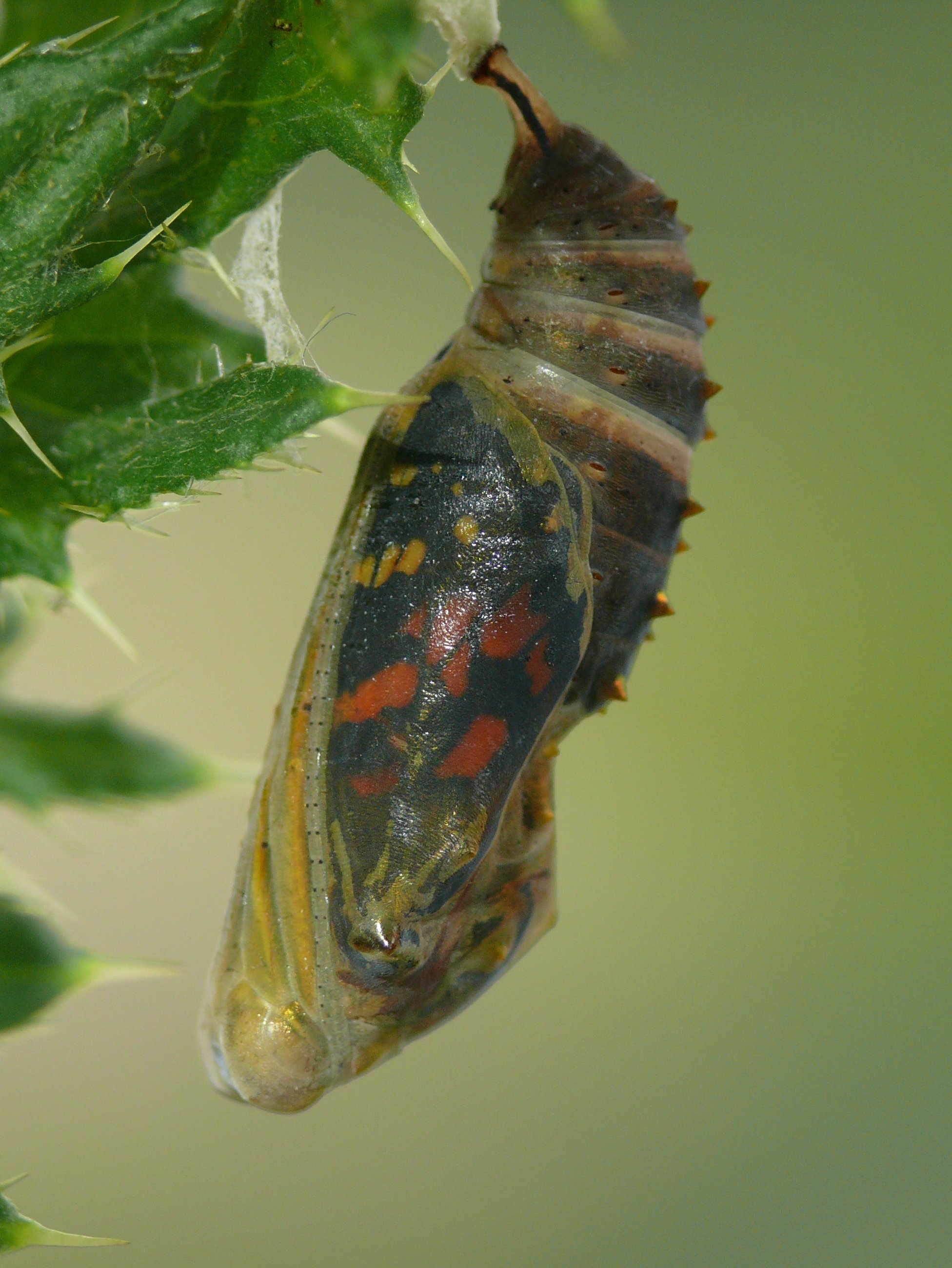
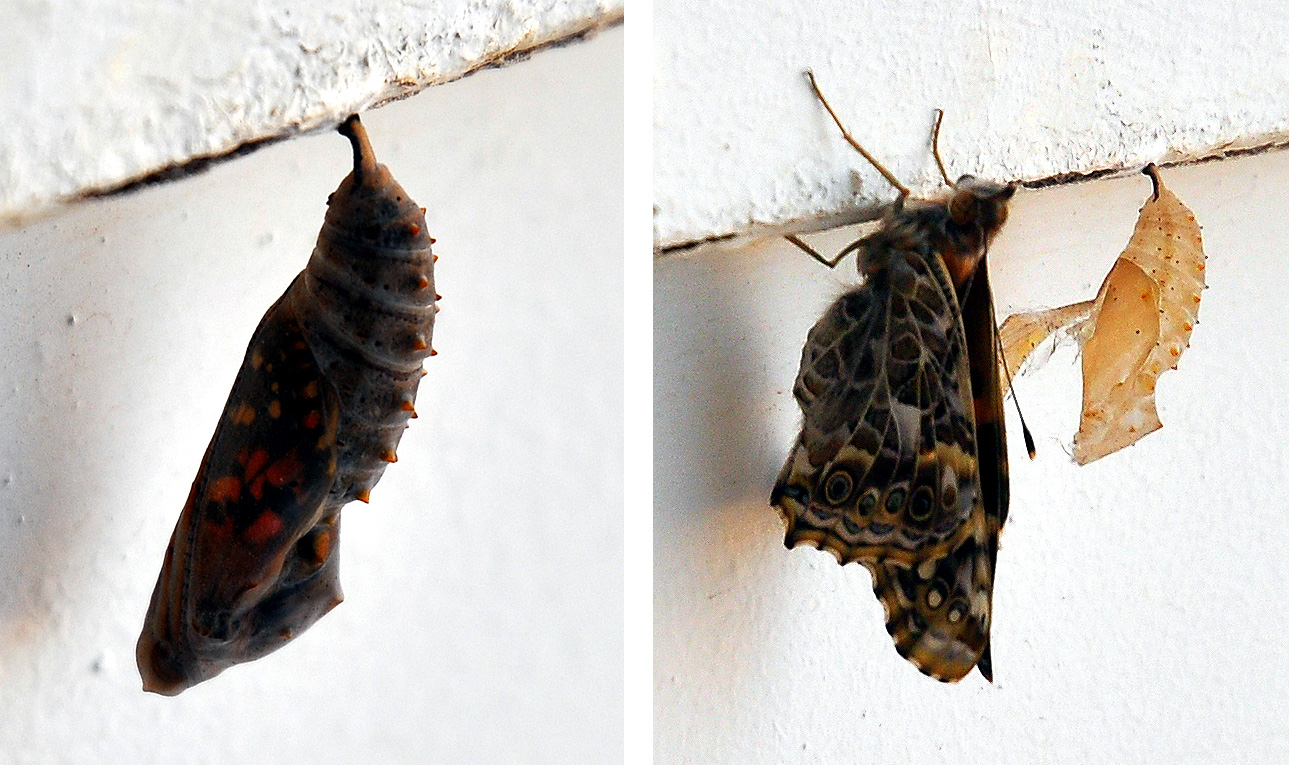